# مهتابی (معماری)
مهتابی فضای بدون سقفی است که بالاتر از سطح حیاط قرار می‌گیرد. دیوارهای این فضا نماسازی می‌شود و به این ترتیب به ایوانی شباهت پیدا می‌کند که سقف آن را برداشته‌اند. این فضا معمولاً از سه طرف بسته و از جهت چهارم به فضای باز مشرف است.
در فرهنگ پارسی مهتابی به ایوان کوچک گویند. ایوانکی که بخشی و یا همه آن از ساختمان بیرون زده است. و در فرهنگ معماری سطحی در ارتفاع که از یک دیوار ساختمان بیرون زده است و دور آن با جان پناه یا نرده بسته شده است.